# Hilda Lizarazu
Hilda María del Pilar Lizarazu (Curuzú Cuatiá, Corrientes, 12 de octubre de 1963) es una cantautora, compositora de rock y fotógrafa argentina.

## Biografía
Hilda Lizarazu nació en Curuzú Cuatiá, Corrientes, Argentina, el 12 de octubre de 1963.
Pasó parte de su adolescencia en Nueva York y regresó a la Argentina en la década de 1980 como fotógrafa profesional. Simultáneamente, inició su carrera como cantante, integrando bandas como Suéter (donde hizo los coros de Amanece en la ruta) y Los Twist. Hizo coros en la banda de Charly García entre los años 1989 y 1993. Realizaron una gira por Latinoamérica, visitando países como Colombia donde se presentaron en Bogotá ante 15 000 espectadores en la plaza de toros Santa María, agotando toda la taquilla, y fueron invitados a realizar presentaciones en la televisión. En 1993 se retiró de la agrupación de forma temporal, y se reintegró entre 2009 y 2011.

### Los Twist
Durante 1985 se produjo una nueva serie de cambios en Los Twist debido a que se retiraron tres de sus integrantes: El Gonzo Palacios, Cano y Rolo Rossini, quedando el bajo a cargo de Camilo Iezzi e incorporándose en batería Pablo Guadalupe. Lizarazu ingresó a la banda en reemplazo de Fabiana Cantilo, quien había abandonado el grupo tras el primer álbum para comenzar su carrera solista. Poco después se incorporó el teclista Alfie Martins. Con esta formación grabaron a fin de año La máquina del tiempo, en los estudios Moebio, en Buenos Aires. Utilizaron por primera vez máquinas de ritmo y secuenciadores, además de una orquesta de cámara y una gama de efectos de audio.
Con el grupo interpretó canciones destacadas como «Twist de Luis», «El grito divino», «Cul de sac», «Reptilicus», «En los brazos del dolor», «Viéndolo», entre otros.

### Man Ray

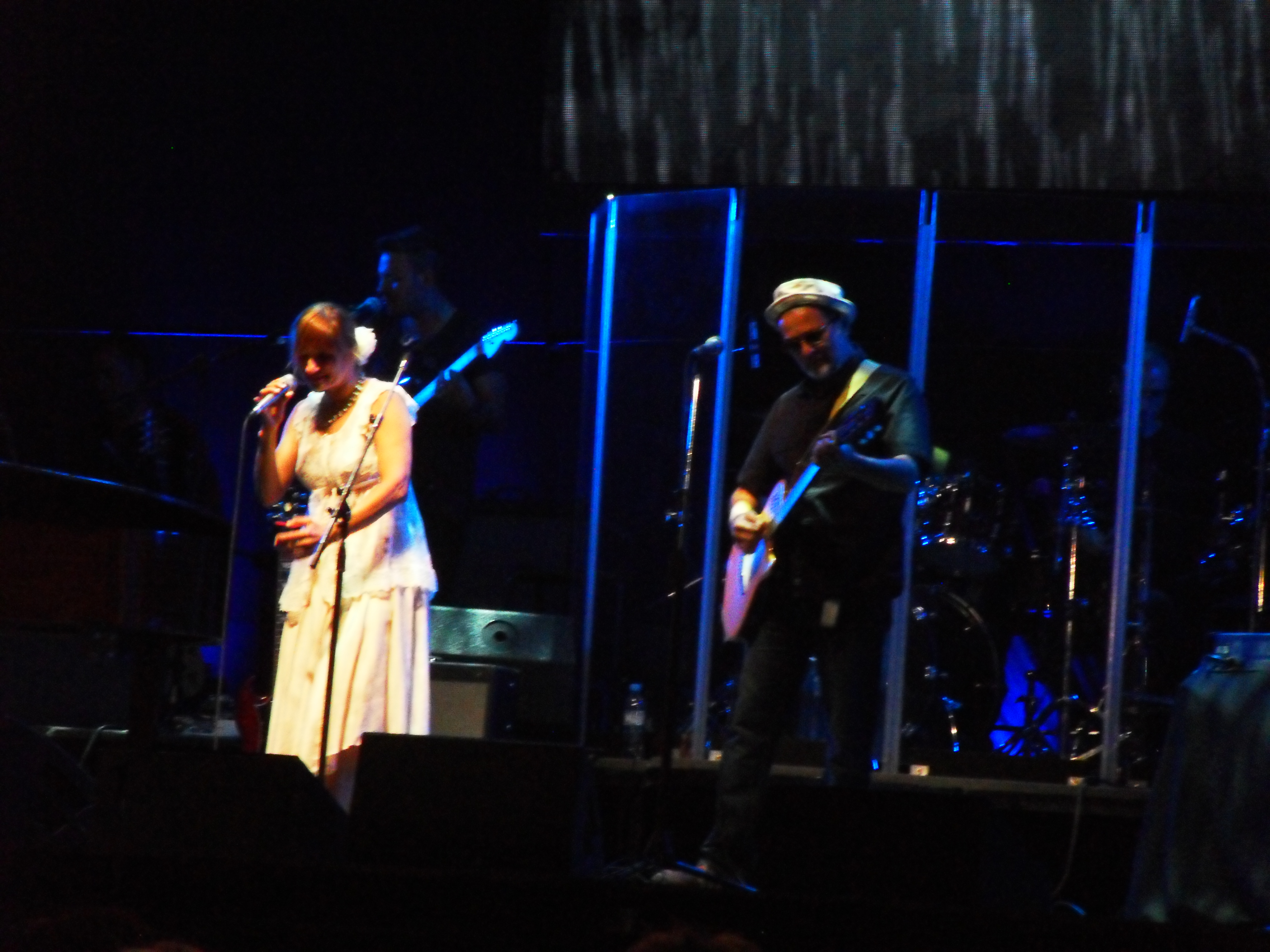
Man Ray en concierto

Paralelamente en el año 1987 forma junto al guitarrista Tito Losavio el grupo Man Ray, siendo vocalista y líder de esa agrupación entre los años 1988 y 1999. Con el proyecto editó siete álbumes de estudio: Man Ray (1988), que contiene el hit «Extraño ser», Perro de Playa (1991) que incluyó «Sola en los bares», «Caribe sur» y «Tierra sagrada», Hombre Rayo (1993), Aseguebu (1994), Piropo (1995), Ultramar (1997) y Larga Distancia (1999). Además de lograr un gran éxito de ventas con todos estos discos, también recorrió gran parte de Latinoamérica tocando en vivo en Chile, Perú, Ecuador, Uruguay, Paraguay, México y también en Estados Unidos y España.

### Carrera solista

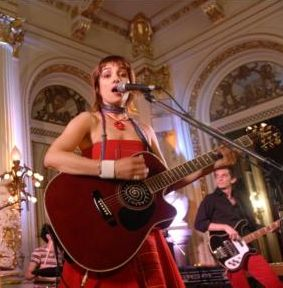
Hilda Lizarazu dando un concierto en la Casa Rosada, 15 de diciembre de 2006.

En 1999 abandonó Man Ray. A modo de retiro espiritual se alejó de la Ciudad de Buenos Aires para afincarse en Sinsacate, un pequeño pueblo al norte de la provincia de Córdoba, Argentina. En este período experimentó la maternidad dentro de un clima onírico y montesino que también la inspira para la realización de su primer disco solista. Titulado Gabinete de Curiosidades, vio la luz en 2004 y ganó el Premio Carlos Gardel en la categoría mejor álbum artista pop femenina.
En 2007, ya de regreso y nuevamente reinstalada en la ciudad de Buenos Aires, consolidó a su propia banda junto a nuevos músicos con quienes grabó y editó su segundo álbum solista, Hormonal, que marca una nueva etapa en su largo viaje musical, en el cual demuestra su madurez como compositora y artista pop argentina. En canciones como «D10s», «Hormonal», «Amenazas» y «La lluvia» logra combinar letras profundas y comprometidas con melodías íntimas y armonías personales. El disco también incluye una versión en español de «Hace frío ya», (canción popular italiana que se convirtió en la cortina musical de una serie de televisión Socias). Nuevamente, con este disco ganó el Premio Carlos Gardel como Mejor disco pop de cantante femenina.
En marzo de 2009 editó un CD+DVD, titulado En Vivo en el Ópera, grabado en vivo durante la presentación del disco Hormonal en el Teatro Ópera de la calle Corrientes. Este compiló las canciones más destacadas de sus dos álbumes solista y también de su etapa con Man Ray, entre ellas «Sola en los bares» y «Tierra sagrada». A modo de bonus track, el CD de audio incluyó dos remezclas, una versión lounge del tema «Hace frío ya» y una versión club dance de «Buscando un símbolo de paz» (de Charly García) cantado a dúo junto a Andrea Echeverri del grupo colombiano Aterciopelados y remixado por Adrián Sosa, músico de Bajofondo.
En 2010, Lizarazu lanzó Futuro Perfecto, a la vez que integró en esa época la banda de Charly García en presentaciones en vivo. Este álbum contó con la participación los de invitados Gustavo Santaolalla, Lito Vitale, Adrián Dárgelos (integrante de Babasónicos), David Lebón y Lisandro Aristimuño.
En 2015 obtuvo su tercer Diploma al Mérito de los Premios Konex como solista femenina de pop, antes, en 2005, lo había obtenido como solista femenina de rock y su primer Diploma al Mérito Konex fue en 1995 como cantante femenina de rock.

### Retorno de Man Ray

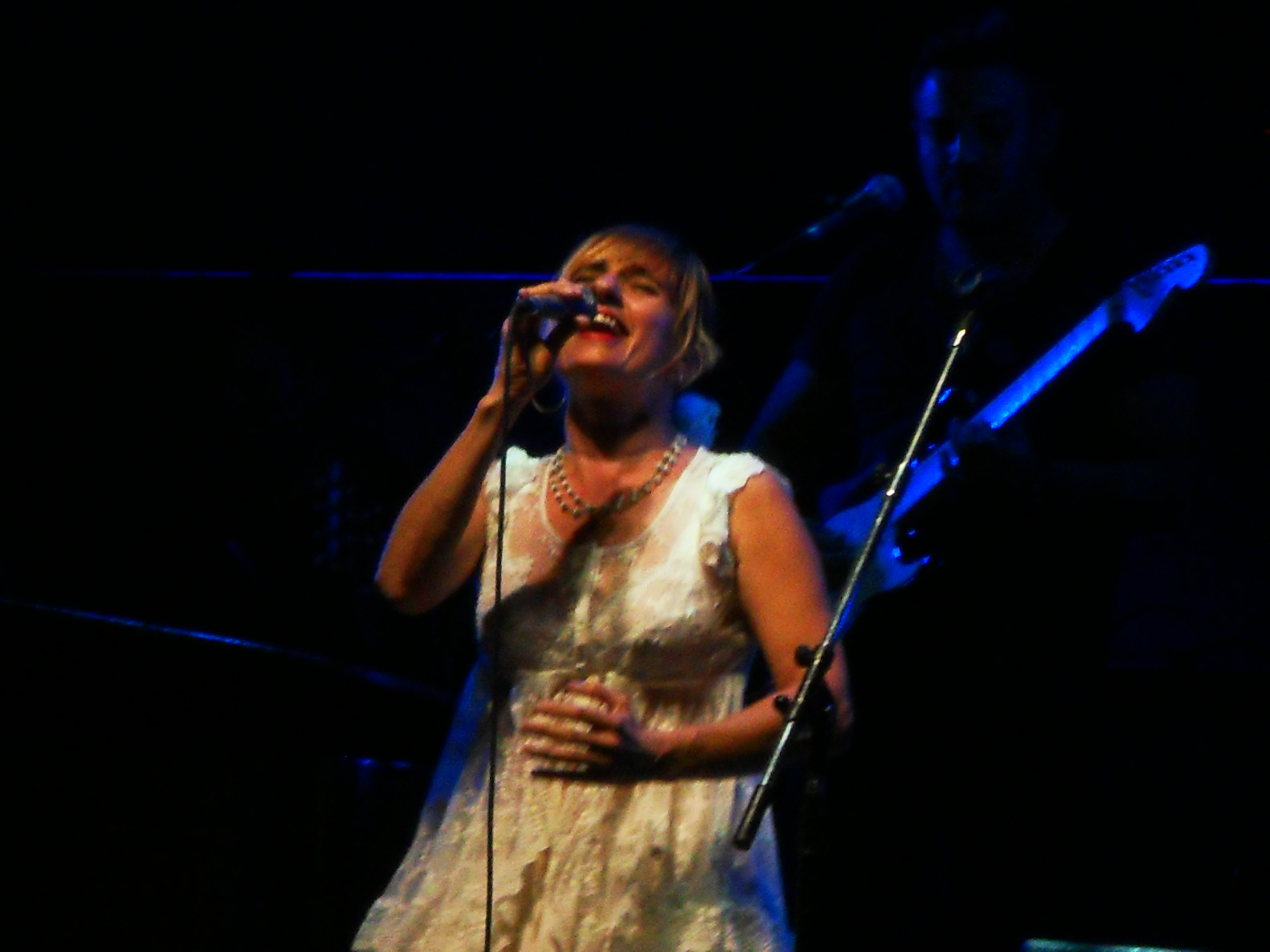
Hilda Lizarazu cantando en un recital en la Ciudad de Mendoza, el 15 de diciembre de 2013.

En 2013 colaboró con Tito Losavio, el cofundador de su primera banda de rock argentino Man Ray, en el álbum Purpurina. Este se conformó de una selección de temas que incluyó una versión de «Mañanas campestres» de Gustavo Santaolalla, perteneciente a la agrupación Arco Iris, pionera del género en el país. Este álbum contó con la participación de Santaolalla en la canción de su autoría y de otros artistas como Lito Vitale en teclados, de León Gieco en armónica, Mavi Díaz y Claudia Sinesi (ex Viuda e Hijas de Roque Enroll) en coros.
El 25 de mayo de 2014 formó parte de los festejos por el aniversario de la Revolución de Mayo, en el marco del show Somos Cultura, organizado por el Ministerio de Cultura de la Nación.

## Como fotógrafa
Paralelamente a su carrera como música (aunque postergada por esta última), Lizarazu también se ha dedicado a la fotografía, destacándose sus trabajos relacionados con el mundo del rock, aunque no limitados a ellos. En la década de 1980 trabajó para la revista Humor, retratando a los músicos más importantes del rock argentino. Quizás su trabajo más conocido sea la mítica portada de Celeste y La Generación, con una Celeste Carballo en plan Punk encendiendo un cigarrillo armado y con la mirada perdida. El hecho de haberle puesto el nombre del fotógrafo Man Ray (Emmanuel Radnitzky) a la banda formada con su pareja de entonces, Tito Losavio, tiene que ver con esta pasión de Lizarazu.

## Vida personal
A principios de los años ochenta, Lizarazu fue pareja de Miguel Zavaleta, líder de la banda Suéter; quien le dedicó la canción «Extraño ser». Posteriormente, esta canción sería interpretada por Lizarazu y Losavio en el primer disco homónimo de Man Ray en 1988, con algunos cambios en la letra. Zavaleta la grabó posteriormente con su letra original en el disco Suéter 5, en una versión junto a Andrés Calamaro.
Es hermanastra de Sergio Nacif Cabrera, cantante y líder de bandas de rock y ska, como Alphonso S'Entrega y Los Romeos.

## Discografía
| Año  | Disco                              | Banda         |
| ---- | ---------------------------------- | ------------- |
| 2004 | Gabinete de curiosidades           | Solista       |
| 2007 | Hormonal                           | Solista       |
| 2009 | En vivo en el Ópera                | Solista       |
| 2010 | Futuro perfecto                    | Solista       |
| 2015 | Las vueltas de la vida             | Solista       |
| 2016 | Hilda Lizarazu en vivo             | Solista       |
| 2018 | La génesis                         | Solista       |
| 2022 | Antigua                            | Solista       |
| 2024 | Hilda de Charly                    | Solista       |
| 1988 | Man Ray                            | Man Ray       |
| 1991 | Perro de playa                     | Man Ray       |
| 1994 | Hombre Rayo                        | Man Ray       |
| 1995 | Piropo                             | Man Ray       |
| 1996 | Aseguebú                           | Man Ray       |
| 1997 | Ultramar                           | Man Ray       |
| 1999 | Larga distancia                    | Man Ray       |
| 2003 | Grandes éxitos                     | Man Ray       |
| 2013 | Purpurina                          | Man Ray       |
| 1985 | La máquina del tiempo              | Los Twist     |
| 1989 | Como conseguir chicas              | Charly García |
| 1990 | Filosofía barata y zapatos de goma | Charly García |
| 1995 | Sueter 5                           | Suéter        |

## Videografía
- Amapola
- El pulso (Remix)
- El pulso (Remix en inglés)
- Futbol
- D10s
- La reina de la canción
- Hace frío ya
- Futuro Perfecto
- Caracoles
- Mañana Campestre

## Participaciones
- Con Charly García formó parte del grupo Los Enfermeros (1991-1995) realizando los coros de dicha banda.
- En 1994, con la agrupación Man Ray, aportaron el tema principal de la comedia romántica de televisión Montaña Rusa.
- En 2003 hizo los coros en el estribillo de «I'm lucky man» de Estelares.
- En 2008 su canción «Hace frío ya» representó a la cortina del programa Socias.
- En 2010 junto a Palito Ortega grabó «Alguien que me quiera» para la serie de televisión homónima.
- En 2010 participó en el lanzamiento de un disco solidario con varios artistas interpretando la canción «Tu mundo» (Letra de Sandra Martínez y música de Lizarazu y Federico Melioli).
- En 2011 participó en el disco de Fabiana Cantilo Ahora.
- Fue parte del jurado de Operación Triunfo y en 2012 participó como invitada en el programa La voz argentina.
- En 2017 fue invitada por Sandra Mihanovich para interpretar a dúo uno de sus éxitos «Todo brilla».
- En 2016 participó del disco Potros del artista de rock El Soldado, en la canción «Allá va...Soñando».

## Filmografía
Intérprete
- Geisha (1996) ...perito policial

## Televisión
- Viudas e hijos del Rock & Roll (serie) (1 episodio)
  - Amores imposibles (2014)
- Presentes (serie) (2012) ...Madre Estefi
- Operación triunfo 3 (serie) (2005) ...Miembro del Jurado

## Premios y nominaciones
| Año  | Categoría                            | Trabajo                                                | Resultado | Ref.   |
| ---- | ------------------------------------ | ------------------------------------------------------ | --------- | ------ |
| 2005 | Mejor álbum artista pop femenino     | Gabinete de curiosidades                               | Ganadora  | [ 5 ]  |
| 2005 | Mejor álbum artista revelación       | Gabinete de curiosidades                               | Nominada  | [ 5 ]  |
| 2008 | Mejor álbum artista pop femenino     | Hormonal                                               | Ganadora  | [ 6 ]  |
| 2011 | Mejor álbum artista pop femenino     | Futuro perfecto                                        | Ganadora  | [ 7 ]  |
| 2016 | Mejor álbum artista pop femenino     | Las vueltas de la vida                                 | Ganadora  | [ 8 ]  |
| 2019 | Mejor álbum artista femenina de rock | La génesis                                             | Nominada  | [ 9 ]  |
| 2022 | Mejor colaboración                   | «Tu amor» (con Palo Pandolfo y Santiago C. Motorizado) | Ganadora  | [ 10 ] |
| 2023 | Mejor álbum artista pop              | Antigua                                                | Ganadora  | [ 11 ] |